# L'home de l'any
L'Home de l'any (títol original: Campus Man) és una pel·lícula estatunidenca dirigida per Ron Casden, estrenada l'any 1987. Ha estat doblada al català.

## Biografia
Todd Barret és un home de negocis amb aspiracions. Té el que es necessita, però el que no té són prou diners per romandre a la universitat. Així que prepara un pla per fer el primer calendari esportiu masculí. Finalment convenç a Cactus Jack, un tauró del préstec molt fosc i dur, perquè li doni prou diners per fer el tracte. Todd aconsegueix pagar la seva formació, però què passa amb els diners que li deu a Cactus Jack?

## Repartiment
- John Dye: Todd Barrett
- Steven Lió: Brett Wilson
- Kim Delaney: Dayna Thomas
- Kathleen Wilhoite: Molly Gibson
- Miles O'Keeffe: Cactus Jack
- Morgan Fairchild: Katherine Van Buren
- John Welsh: el professor Jarman
- Josef Rainer: Charles McCormick
- Richard Alexander: el Sr. Bowersox